# FC Zürich
Fussballclub Zürich – szwajcarski klub piłkarski z Zurychu, założony w 1896 przez Hansa Gampera. W 2016 roku klub zajął ostatnie, 10. miejsce w tabeli i spadł do drugiej ligi (Challenge League). W 2017 roku powrócił do ekstraklasy wygrywając 2-ligową Challenge League. W swojej historii ekipy wywalczyła trzynaście razy mistrzostwo Szwajcarii.

## Osiągnięcia
- 13 razy Mistrzostwo: 1902, 1924, 1963, 1966, 1968, 1974, 1975, 1976, 1981, 2006, 2007, 2009, 2022
- 10 razy Puchar Szwajcarii: 1930, 1945, 1953, 1958, 1977, 1987, 2005, 2014, 2016, 2018
- Puchar Europy:  1/2 finału w 1963/1964 oraz 1976/1977
- Puchar UEFA: 1967/1968 1/4 finału
- Puchar Zdobywców Pucharów: 1973/1974 1/4 finału
- Liga Mistrzów: 2009/2010 (faza grupowa)

## Obecny skład
Stan na 1 stycznia 2021
| Nr | Poz. | Piłkarz                                  |
| -- | ---- | ---------------------------------------- |
| 1  | BR   | Živko Kostadinović                       |
| 3  | OB   | Nathan Cardoso                           |
| 4  | OB   | Bećir Omeragić                           |
| 5  | OB   | Lasse Sobiech (wypożyczony z 1. FC Köln) |
| 6  | OB   | Fidan Aliti (wypożyczony z Kalmar FF)    |
| 7  | PO   | Adrian Winter                            |
| 8  | PO   | Vasilije Janjičić                        |
| 9  | NA   | Assan Ceesay                             |
| 10 | PO   | Antonio Marchesano                       |
| 14 | PO   | Toni Domgjoni                            |
| 15 | PO   | Tosin Aiyegun                            |
| 16 | BR   | Novem Baumann                            |
| 17 | OB   | Umaru Bangura                            |
| 18 | NA   | Blaž Kramer                              |
| 19 | OB   | Tobias Schättin                          |
| 20 | PO   | Ousmane Doumbia                          |

| Nr | Poz. | Piłkarz                  |
| -- | ---- | ------------------------ |
| 23 | OB   | Fabian Rohner            |
| 25 | BR   | Yanick Brecher (kapitan) |
| 26 | PO   | Salim Khelifi            |
| 27 | PO   | Marco Schönbächler       |
| 31 | OB   | Mirlind Kryeziu          |
| 32 | PO   | Nils Reichmuth           |
| 33 | PO   | Stephan Seiler           |
| 36 | OB   | Filip Frei               |
| 42 | OB   | Silvan Wallner           |
| 43 | PO   | Henri Koide              |
| 70 | PO   | Benjamin Kololli         |
| 71 | PO   | Hekuran Kryeziu          |
| 77 | OB   | Willie Britto            |
| –  | PO   | Blerim Džemaili          |
| –  | PO   | Kedus Haile-Selassie     |

### Piłkarze na wypożyczeniu
| Nr | Poz. | Piłkarz                                        |
| -- | ---- | ---------------------------------------------- |
|    | PO   | Maren Haile-Selassie (wypożyczony do FC Wil)   |
|    | PO   | Bledian Krasniqi (wypożyczony do FC Wil)       |
|    | OB   | Lindrit Kamberi (wypożyczony do FC Winterthur) |

| Nr | Poz. | Piłkarz                              |
| -- | ---- | ------------------------------------ |
|    | PO   | Izer Aliu (wypożyczony do SC Kriens) |
|    | OB   | Ilan Sauter (wypożyczony do FC Wil)  |